# Cyclosa hova
Cyclosa hova är en spindelart som beskrevs av Embrik Strand 1907. Cyclosa hova ingår i släktet Cyclosa och familjen hjulspindlar.
Artens utbredningsområde är Madagaskar. Inga underarter finns listade i Catalogue of Life.